# 藤岡麻美
藤岡 麻美（ふじおか まみ、1982年5月27日 - ）は、日本のアクション女優。タレント・シンガーソングライター、女性アイドルグループ「チェキッ娘」の元メンバー。千葉県鎌ケ谷市出身、出生地は福島県（公式サイト上のプロフィールより）。血液型はA型。日本ではスカイコーポレーションに、台湾では「天藝娯樂有限公司」に所属。かつてはエムティエムプロダクション、デンナーシステムズに所属していた。
男2人、女2人の4人きょうだいの第2子（長女）であり、兄は俳優でモデルのディーン・フジオカ。

## 芸歴

### チェキッ娘以前
幼稚園時代は、先生の勧めで鼓笛隊の指揮者のオーディションを受けて選ばれ、指揮者を務める。小学生の頃から「老け顔（大人っぽい顔）だった」と話している。中学生時代は生徒会で活動。中学3年生の時には千葉県鎌ケ谷市の弁論大会で優勝、中学の卒業式では答辞を務めた。高校は音楽推薦で入学。
幼稚園の卒業アルバムには既に将来の夢として「アイドル歌手、女優」と書いており、その後もそのように公言していたという。本人も、家族でいわき市のハワイアンセンター行った時にショーが始まったらステージに乱入して真ん中で踊ったほど人前に出ることが好きなタイプの子だったらしいと母親から聞いたことがあると話している。また小学生時代はピアノ、ジャズダンス、クラシックバレエ、モダンバレエ、ヒップホップなどの習い事をする。中学生時代は吹奏楽部で活動（吹奏楽はピアノ教師だった母親の勧めもあった）。吹奏楽部で担当していたパートはパーカッション。この頃、兄と一緒にバンドを組んだライブをやっていたこともあった（この時はボーカルを務めていた）。またこの中学生時代からドラムやスネアドラムも始める。高校生時代の部活は写真部。一方で、陸上部には所属してなかったにもかかわらず、小学生、中学生時代にはよく短距離、リレーの選手に選ばれて陸上大会に出場していたということもあった。本人も「昔は運動神経良かった」と話している。
小学4〜5年生頃から安室奈美恵に憧れ、歌手になりたいという思いが強くなる。
ASAYANなどのオーディション番組に出演していたともされるが、確認できる範囲では、HYPER ONLINE のGIRLS ON THE WEB、FILE25（1998年5月1日号）に登場している。
鎌ケ谷市立第二中学校、千葉県立津田沼高等学校卒業。中学一年生の時に、同じ部活の子から誘われてソニーミュージックエンタテイメントSD制作部の「ちょっとそこまでオーディション」に合格、事務所預かりという形になって無料でダンスレッスン、ボイストレーニングなどを受ける。

### チェキッ娘時代
1998年11月19日、バラエティ番組『DAIBAッテキ!!』（フジテレビ）のオーディションに合格、女性アイドルグループチェキッ娘のメンバーとなる（チェキッ娘ID012）。チェキッ娘時代は、寒いギャグ（「何をいってんごりっとる」「ちょっとまちこ」等）を連発するなどして人気を集めた。このギャグは、それを書いて送って来たファンの手紙の内容をみんなと共有したくて言わせてもらっていたということで、気が付いたら番組の台本にも書かれるようになっていたという。また『DAIBAッテキ!!』の懺悔コーナーの企画で、いつも寒いギャグを言ってみんなを困らせたと懺悔したら、許しが得られず上から水を被ったということがあった。
また、当時から歌唱力に優れ、チェキッ娘の曲の中では『はじまり』、『最初のキモチ』、『海へ行こう〜Love Beach Love〜』、『ありがとう』のそれぞれのシングルにおいてフロントメンバーを務めるなど、リードボーカルを担当することが多かった。特に『海へ行こう〜』では全体を通してパートが与えられていた。
さらに、チェキッ娘のグループ内ユニットであるchee's、M@Mなどにも所属し、数曲をレコーディングしている。チェキッ娘時代にはファンに自宅や学校まで押しかけられる等ストーカー行為をされたと元アイドルの対談で明かしている。
この当時、仕事の影響で友人関係などがうまく行かなくなったなどで学業と芸能活動の両立が難しくなったことがあり、本気で高校を辞めたいと思い『DAIBAクシン!!cheki b.』で共演していた笑福亭鶴瓶に相談したところ、鶴瓶に「絶対高校辞めたらあかん。高校辞めるなら芸能界も辞めえや。両方やるのが基本やから、学校やめたら仕事もダメになるし、きっと後悔する」などと諭され、退学は思い留まったという。

### chee's時代
1999年1月、『DAIBAッテキ!!』内で、ガールズバンド「chee's」を結成。藤岡はドラムとボーカルを担当する。同年11月にチェキッ娘が活動を終えた後もchee'sは活動を続行。CDのリリース、テレビ及びラジオの音楽番組への出演、ライブなど、2001年6月30日に解散するまで、アイドルの枠にとどまらず、本格的にバンドとしての活動を展開した。
この時期から、chee'sの曲を作詞・作曲するなどしていた。なお当時本人は、ソロでバラードを歌うなどのシンガーソングライター志望だった。

### シンガーソングライター・女優活動
chee's解散と同時にソロ活動を開始。シンガーソングライターとしてライブを行う傍ら、インディーズから2枚のアルバムを発表している。ソロ以外でも、同じ元チェキッ娘メンバーだった松本江里子、大田祐歌らが結成したボーカルユニット『TRY-FULL BUS』にもメンバーとして加入している。また、他の歌手に楽曲提供をすることもある。
2005年から秦建日子が主宰するtake1に参加。秦の脚本によるドラマにも出演するようになる（後述）。
2011年12月オリジナルミニアルバム「心守唄〜Aromami Days〜」発売発表、同アルバム発売記念のライブ・トークイベントを2011年12月17日銀座Miiya Cafeにて開催し、ミニアルバムの先行販売を開始する。

### その他
2008年11月、アニメ専門チャンネルアニマックス主催の「銀河鉄道999〜あなたが選ぶメーテル〜」コンテストで、ミスメーテルグランプリに選ばれる。2009年3月8日には、西武鉄道池袋線大泉学園駅の発車メロディが『銀河鉄道999』（ゴダイゴ）に変更そして同駅北口の『銀河鉄道999』壁画完成のセレモニーに「ミス銀河鉄道999」として参加した。また、2009年7月〜8月に行われたアニマックス主催『第三回全日本アニソングランプリ』の応援サポーター、レポーター、同年の『アニソン応援キャラバン』のMCを務める。
2009年中は、7月から工業英語能力検定の広告キャラクターを務めた
2009年から行われている二次元カルチャートークライブ『コレカミ!』では、主催のサンキュータツオ（米粒写経）と一緒にMCを務めていた。
2010年10月、ブランド『S.oblige』のイメージモデルを、2011年9月、大手町サンケイプラザのイメージモデルをそれぞれ務める。
2011年から、元Kissa Colorのnonchiとユニット「フジカワアタリ」を組んでの活動も行い、コラボレーションミニアルバムの制作を開始する。

### blue chee's時代
女性4人組バンド「blue chee's」のプロデュースを、松本江里子と共に務めている（blue chee'sの初ライブは2010年12月12日）。
プロデューサーの立場で活動し、バンド内では「リズ」と言う役名で活動していたblue chee'sだが、2011年9月4日のblue chee'sライブにて「リズ」は藤岡本人が演じていると公表。
chee's解散10年目の節目にblue chee's初のフルオリジナルアルバム発売を発表。

### 台湾での活動
2013年3月から、生活と活動の拠点を台湾に移し、サモ・ハン・キンポーの次男のジミー・ハンの目に留まったことがきっかけで、台湾で芸能活動を始める。2012年頃、台湾を友人と旅行で訪れた時に、現地の人も天候も自分に合っていたと感じ「ここで頑張ってみたい」と思ったことがそのきっかけだった。また、ちょうどその頃はある日突然声が出なくなったこともあり、女優も歌手も続けていけないという所まで追い詰められていたと感じたほど、公私共に常にストレスを抱えていた時期で、台湾と出会ったことで自分を幸せにしたい、人生を変えなきゃいけないと思い始め、台湾移住は「生きるか、溺れ死ぬか」の覚悟だったと言う。台湾に着いてから3日後に、台湾観光局のショートフィルム出演の仕事を得て台湾での初仕事となる。
台湾に来てから、剣術を始める。2013年秋より台湾で大学に通いながら活動。2014年、新井利佳と飛輪海の炎亞綸と共演した台湾のスナック菓子『卡迪那北海道風味薯條』のCMに出演した他、主に日本企業向けのCMに多数出演。CMのオーディションでは2回の内1回は採用されるという。他に香港でもCMに出演。また、台湾ドラマ『終極惡女』では、アクションチームのメンバーとしてスタントウーマンと出演者への指導を務める。2014年11月から台湾ダンス公演『舞魅薪傳舞團假日酬神獻舞活動』にレギュラー出演。
2016年11月4日、台湾在住の日本人男性との結婚を報告。2020年1月20日、第1子長男出産を報告。2021年7月8日、第2子次男出産を報告。2024年1月1日、第3子長女出産を報告。
2024年7月、日本に完全帰国。
兄・ディーンは麻美と入れ違うように日本へ行って仕事をするようになったことから、日本での兄の活躍をよく知らず、兄を意識することはあまりないという。

## 出演

### テレビドラマ
- 花嫁は厄年ッ! （TBS系） - 鈴木さやか 役
- Dr.コトー診療所2006 最終回・第11話 （フジテレビ） - 鳴海良子（鳴海慧の妻）役
- 相棒・元日スペシャル season 6 第10話（テレビ朝日系 2008年1月1日）
- 土曜ワイド劇場・法律事務所 （テレビ朝日系 2008年4月12日）
- 新・科捜研の女 第8シリーズ （テレビ朝日系 2008年5月8日 File.3） - 佐藤瞳 役
- 你照亮我星球（You Light Up My Star）（台湾・民間全民電視公司） - 丁禹彬（演：王陽明）のマネージャー役
- 春梅（台湾電視公司） - 川島明美 役[34]

### テレビその他
※DAIBAッテキ!!、DAIBAクシン!!シリーズ以外の出演
- 2009年8月中、チェキッ娘のメンバーとしての出演
  - アイドリング!!!（フジテレビONE） - 2009年8月10日〜8月12日
  - アイドリング!!!日記（フジテレビ） - 2009年8月18日
  - キャンパスナイトフジ（フジテレビ） - 2009年8月14日
  - 森田一義アワー 笑っていいとも!（フジテレビ） - 2009年8月27日『出たいドルデラックス』
- ニッポンのセラピストII（日本BS放送）- 2009年12月27日、体験レポーターで出演
- 電玩宅速配（台湾テレビ番組）[28]
- 上班這黨事（TVBS歡樂台、台湾　2017年2月23日）
- 築夢新臺灣 日女演員武術重生路－民視新聞（民視新聞台、台湾　2017年3月30日）

### 映画
- 調布空港（2006年）
- 武魂〜浅井哲彦物語〜（2017年） - 陳恵珠（浅井恵子） 役[35]
- 初恋（2019年9月27日全米公開、2020年2月28日日本公開） - チアチー 役

### ネット配信
- BLACKFOX:Age of the Ninja（2019年10月5日） - 白 役[36]

### ラジオ
- ACCESS TO YOU（NACK5） - 2009年8月16日、チェキッ娘のメンバーとしての出演

### インターネットテレビ
- Music Splash!!（ニコニコ動画 公式チャンネル） - 2009年6月から2010年3月まで、堂安一途（作詞家）、牧野りえ（音楽ライター）とのレギュラーMC。2009年8月26日からは松本江里子もレギュラーに加わる（2010年4月からは松本江里子がメインMC）。

### CM
- 卡迪那北海道風味薯條（台湾スナック菓子）
- Anytime for Taiwan（台湾観光局ショートフィルム）[28]
- 香港・謝瑞麟珠寶「多謝你愛我 Thank you for loving me」（2014年）[28]
- 正新精品門窗祝您羊年行大運（窓のCM）[37]
- 賀必容（女性向け健康美容ドリンク）[38]
- ASUS ZenPad（2015年7月〜。台湾に来てから始めた剣術を活かしたアクションを演じたCM[24]）
- ポカリスエット イオンウォーター（台湾版CM、2015年7月〜　女課長役で出演）[39]
- 大正製薬 パブロン（台湾版CM、主婦篇　2015年9月〜）[40]
- カルフール「家樂福日本週」（台湾版CM、2015年9月〜10月）[41]
- ASUS「T100HA変形戦隊 編」（2015年11月〜）[42]
- TOYOTA 穿越時空RAV4 YOU（台湾版CM、2015年11月〜）[43]
- 「熹妃傳」首波宣傳影片-在我的世界由我做主（台湾のゲームのCM、2015年12月〜）[44]
- サントリー ミルコラ（タイ版CM）[45]
- 特力屋（台湾の大型DIYホームセンターチェーン店　2016年5月〜）[46]
- 大正製薬 新ビオフェルミンS（台湾版CM、2016年8月〜）[47]
- 東和鋼鐵（30sec予防篇、2016年9月〜）[48]
- 大塚製薬「SOY JOY」（台湾版CM、2017年5月〜）[49]
- SUZUKI NEW SX4 （台湾版CM、2017年7月〜）[50]
- 大正製薬「パブロン 感冒症狀快走開體操篇」（台湾版CM、2017年10月〜）
- パナソニック「UV浄水器TK-CS45」（台湾版CM、2017年10月〜）
- 全聯福利中心（台湾の大手スーパー 2018年8月〜）[51]
- OSIMマッサージチェア（2018年12月〜）[52]

### 舞台
- 東亜悲恋（2001年10月 - 11月、青山劇場、シアター・ドラマシティ） - カン・セラ 役。2002年5月も同公演の再演に出演、この時は韓国でも公演。
- 比翼の鳥（2006年3月15日 - 3月19日、目白アイピット） - 森坂捜査課長 役、刑事長 役（二役）。2007年12月19日 - 12月23日にも同じ会場で再演（森坂捜査課長 役）。
- 月の子供（2007年2月7日 - 2月18日、本多劇場） - 飯村 役
- ひょ〜い、ドン!（2007年7月24日 - 7月29日、下北沢小劇場『楽園』） - 昭子 役、有子 役（二役。各公演ごとに、大櫛エリカと役を交替しての出演）
- Pain（2008年8月22日 - 8月31日、下北沢小劇場『劇』） - 安田麻美子 役。秦建日子の「秦組」旗揚げ公演として開催。
- ら抜きの殺意（2008年11月26日 - 11月30日、下落合TACCS1179） - 遠部その子 役
- るつぼ（2010年9月15日 - 22日、SCARECROWS 14回公演 豊島区大塚・萬劇場）- アビゲイル・ウィリアムズ 役
- 杜甫夢李白（2013年12月28日、新北市政府多功能集會堂） - 公孫大娘 役
- 極武功夫藝術團公演（2014年11月26日）

### ショー
- VANS × mini presents GIRLS FASHIONISTA ファッションショー（2014年10月1日、台湾）[28]
他

## 掲載
- an・an No.1912（マガジンハウス）- 2014年7月2日発売「週末、台湾 」（P76）
  - an・an特別編集『週末 台湾』（マガジンハウス、P66）

など

## 音楽作品

### CDアルバム
- Departure（2003年7月24日発売　ユニヴァーサルIMS）

1. I'm here
2. 夕暮れの金魚
3. たいせつなひと
4. Rose
5. ただソレダケ
6. ワンピース
7. Never change

- Symmetry（2004年4月28日発売）

1. 明日へ自転車
2. 今、会いたい
3. 海へ空へ
4. チイサナコエ
5. 太陽が傾いてしまう前に
6. 午前0時の幻
7. キライな雨もロマンチック
8. 分身

- 心守唄〜Aromami Days〜（2011年12月17日先行発売）

1. 祈り〜piano instrumental〜
2. Aromami Days
3. Misty
4. ぎょうざ食べたいな
5. おだやかな時間
6. 28歳のプレゼント
7. あしたへおやすみなさい
8. はじめよう
9. ぬくぬくのうた〜piano instrumental〜

### 楽曲提供
- 彩瀬佑育『Another hero』（アルバム、2007年3月30日　アメイジングD.C.）- 4曲目「いこう」作詞担当
- 鈴愛（レイア）『Summer Time Blue』（2009年11月4日　オリコンスタイルフル）- 作曲担当（作詞：堂安一途）
- 佐々木由香『プラスティックムーン』（2009年　オリコンスタイルフル）- 作曲担当（作詞：堂安一途）
- 涼城えみ『星屑になった青い魚』（2010年2月　オリコンスタイルフル）- 作曲担当（作詞：堂安一途、編曲：尾飛良幸）
- 涼城えみ『if』（2010年3月　オリコンスタイルフル）- 作曲担当（作詞：堂安一途、編曲：尾飛良幸）
- 梶原加奈江『全て同じ一日』（2010年4月　オリコンスタイルフル）- 作曲担当（作詞：堂安一途、編曲：尾飛良幸）